# ラディックス
ラディックス株式会社は東京都渋谷区桜丘町に本社を置く、法人向けデジタルトランスフォーメーション推進事業を展開する企業。

## 概要
- 社名のラディックスとは、ラテン語で「根・根源」を意味する。
- 企業理念は「創造」「感謝」「挑戦」[2]。
- 全国の中小企業に対して、メーカーにとらわれないマルチベンダという立場でオフィスの情報化支援業務を行う。コンサルティングから設計、開発、導入、サポートにいたるサービスを提供する[3]。

## 沿革
- 1991年12月、「RADIX・CG株式会社」設立[1]。
- 2004年8月20日、インターネット関連事業を展開するグループ企業「ライド株式会社」設立[4]。
- 2004年10月1日、「RADIX・CG株式会社」との分社化を実施。
- 2008年4月、障害者の雇用促進を目的として特例子会社「リベラル株式会社」を設立[2][5]。
- 2013年11月、コールセンター業務を行うグループ企業「リップル株式会社」を設立[6]。
- 2013年11月15日、通信・情報機器の総合工事に特化したグループ企業「ランテック株式会社」を設立[7]。
- 2015年10月、太陽光発電事業を開始[2]。
- 2018年4月、ラディックスグループ健康保険組合を設立
- 2020年9月、「クラウド契約管理Sign」の電子証明書が法務省の定める商業・法人登記オンライン申請で利用可能と認定を受ける[8]。
- 2021年4月1日、「富士フイルムBI山梨株式会社」を富士フイルムビジネスイノベーションジャパン株式会社と共同で設立[9]。
- 2021年8月1日、経済産業省が定める「DX認定事業者」に認定される[10][11]。
- 2021年9月30日、中小企業庁より「M&A支援機関」として認定を受ける[12][13]。
- 2022年3月10日、「健康経営優良法人2022」に認定される[14][15]。
- 2022年7月、「Alrit」および「クラウド文書管理 Keep」が公益社団法人日本文書情報マネジメント協会（JIIMA）による認定を受ける[16][17]。
- 2023年4月28日、経済産業省より「経営革新等支援機関」として認定を受ける[18]

## 事業内容
- 法人向けDX推進事業
  - 情報通信機器の販売及びメンテナンス
  - インターネット接続サービス
  - コンピュータネットワークやシステムの構築及びメンテナンス
  - クラウドサービス開発及び販売
  - 基幹業務システム開発及び販売
  - ホームページの開発及び販売

## 主なサービス
- ステラ光（法人向け光ファイバーサービス）
- RaBit （RPAツール）
- クラウド文書管理Keep（電子帳簿保存法対応）
- クラウド契約管理Sign（クラウド上での契約締結・管理）
- RDX勤怠（クラウド上での勤怠打刻・承認）
- RDX給与（クラウド上での給与計算）
- おてガル経費（クラウド上での経費精算）
- CAUL（販売管理ソフト）
- Nats（オーダーメイドシステム開発）
- D-live（DXコンサルティング）[19]

## 事業所
本社
東京都渋谷区桜丘町1番2号　渋谷サクラステージセントラルビル16階
地方拠点
- 全国に合計26箇所の拠点を構える
  - 北海道（札幌）、 東北（仙台）、関東（城東、渋谷、池袋、町田、立川、国立、横浜、藤沢、船橋、柏、大宮、熊谷）、中部（山梨、静岡、浜松、名古屋）、北陸（金沢）、関西（京都、大阪、神戸）、中国（広島）、九州（北九州、福岡、熊本）

## 関連企業
- RADIX・CG株式会社- グループ経営管理全般
- ライド株式会社- インターネット関連事業（Speeverの運営、サーバーネットワークの運営管理、  WEBサイトの企画・制作、インターネット広告関連サービス）
- リベラル株式会社- 特例子会社。リサイクル事業、障害者就労促進事業
  - 東京都「障害者雇用エクセレントカンパニー賞」、 KAIKA Awards 2016「KAIKA大賞」、第4回ホワイト企業大賞「大賞」受賞、厚生労働省「第3回 働きやすく生産性の高い企業･職場表彰」[20]。
- リップル株式会社- コールセンター、事務センター運営。サービスオフィス「STAYUP」の運営[21]
- ランテック株式会社- コンピュータネットワーク構築、通信機器設置保守、LED照明設備工事
- 富士フイルムBI山梨株式会社- 富士フイルムビジネスイノベーション商品および各種情報通信機器の販売、保守およびプロバイダーサービス、レンタルサーバーサービスなど各種インターネットサービスの提供